# Gonioscelis tomentosus
Gonioscelis tomentosus är en tvåvingeart som beskrevs av H. Oldroyd 1970. Gonioscelis tomentosus ingår i släktet Gonioscelis och familjen rovflugor. Inga underarter finns listade i Catalogue of Life.